# Ecionemia geodides
Ecionemia geodides är en svampdjursart som först beskrevs av Carter 1886.  Ecionemia geodides ingår i släktet Ecionemia och familjen Ancorinidae. Inga underarter finns listade i Catalogue of Life.